# Calamus fissijugatus
Calamus fissijugatus är en enhjärtbladig växtart som beskrevs av Karl Ewald Maximilian Burret. Calamus fissijugatus ingår i släktet Calamus och familjen Arecaceae. Inga underarter finns listade i Catalogue of Life.